# Бокансе
Бокансе́ (фр. Bocquencé) — колишній муніципалітет у Франції, у регіоні Нормандія, департамент Орн. Населення — 151 осіб (2011).
Муніципалітет був розташований на відстані близько 140 км на захід від Парижа, 75 км на південний схід від Кана, 55 км на північний схід від Алансона.

## Історія
До 2015 року муніципалітет перебував у складі регіону Нижня Нормандія. Від 1 січня 2016 року належав до нового об'єднаного регіону Нормандія.
1 січня 2016 року Бокансе, Ансен, Кувен, Ла-Ферте-Френель, Говіль, Гло-ла-Ферр'єр, Еґон, Монне, Сен-Нікола-де-Летьє i Вілле-ан-Уш було об'єднано в новий муніципалітет Ла-Ферте-ан-Уш.

## Демографія
Динаміка населення (INSEE ):
Розподіл населення за віком та статтю (2006):
| Стать | Всього | До 15 років | 15-24 | 25-44 | 45-64 | 65-85 | Понад 85 |
| --- | ------ | ----------- | ----- | ----- | ----- | ----- | -------- |
| Чоловіки | 72     | 16          | 4     | 24    | 20    | 8     | 0        |
| Жінки | 72     | 8           | 4     | 20    | 16    | 24    | 0        |
| \| Статево-вікова піраміда \| Статево-вікова піраміда \| Статево-вікова піраміда \| \| ----------------------- \| ----------------------- \| ----------------------- \| \| Чоловіки \| Вік \| Жінки \| \| 0 \| 85 + \| 0 \| \| 0 \| 80-84 \| 8 \| \| 4 \| 75-79 \| 8 \| \| 4 \| 70-74 \| 4 \| \| 0 \| 65-69 \| 4 \| \| 8 \| 60-64 \| 8 \| \| 4 \| 55-59 \| 8 \| \| 8 \| 50-54 \| 0 \| \| 0 \| 45-49 \| 0 \| \| 4 \| 40-44 \| 0 \| \| 4 \| 35-39 \| 4 \| \| 16 \| 30-34 \| 12 \| \| 0 \| 25-29 \| 4 \| \| 4 \| 20-24 \| 4 \| \| 0 \| 15-20 \| 0 \| \| 0 \| 10-14 \| 0 \| \| 8 \| 5-9 \| 4 \| \| 8 \| 0-4 \| 4 \| |        |             |       |       |       |       |          |
| Статево-вікова піраміда |        |             |       |       |       |       |          |
| Чоловіки | Вік    | Жінки       |       |       |       |       |          |
| 0 | 85 +   | 0           |       |       |       |       |          |
| 0 | 80-84  | 8           |       |       |       |       |          |
| 4 | 75-79  | 8           |       |       |       |       |          |
| 4 | 70-74  | 4           |       |       |       |       |          |
| 0 | 65-69  | 4           |       |       |       |       |          |
| 8 | 60-64  | 8           |       |       |       |       |          |
| 4 | 55-59  | 8           |       |       |       |       |          |
| 8 | 50-54  | 0           |       |       |       |       |          |
| 0 | 45-49  | 0           |       |       |       |       |          |
| 4 | 40-44  | 0           |       |       |       |       |          |
| 4 | 35-39  | 4           |       |       |       |       |          |
| 16 | 30-34  | 12          |       |       |       |       |          |
| 0 | 25-29  | 4           |       |       |       |       |          |
| 4 | 20-24  | 4           |       |       |       |       |          |
| 0 | 15-20  | 0           |       |       |       |       |          |
| 0 | 10-14  | 0           |       |       |       |       |          |
| 8 | 5-9    | 4           |       |       |       |       |          |
| 8 | 0-4    | 4           |       |       |       |       |          |

## Економіка
2010 року серед 91 особи працездатного віку (15—64 років) 65 були активними, 26 — неактивними (показник активності 71,4%, у 1999 році було 62,7%). З 65 активних мешканців працювала 61 особа (36 чоловіків та 25 жінок), безробітними було 4 (0 чоловіків та 4 жінки). Серед 26 неактивних 3 особи були учнями чи студентами, 16 — пенсіонерами, 7 були неактивними з інших причин.

У 2010 році в муніципалітеті числилось 64 оподатковані домогосподарства, у яких проживали 133,0 особи, медіана доходів виносила 17 783 євро на одного особоспоживача